# Taubenturm Château du Puy-Saint-Astier

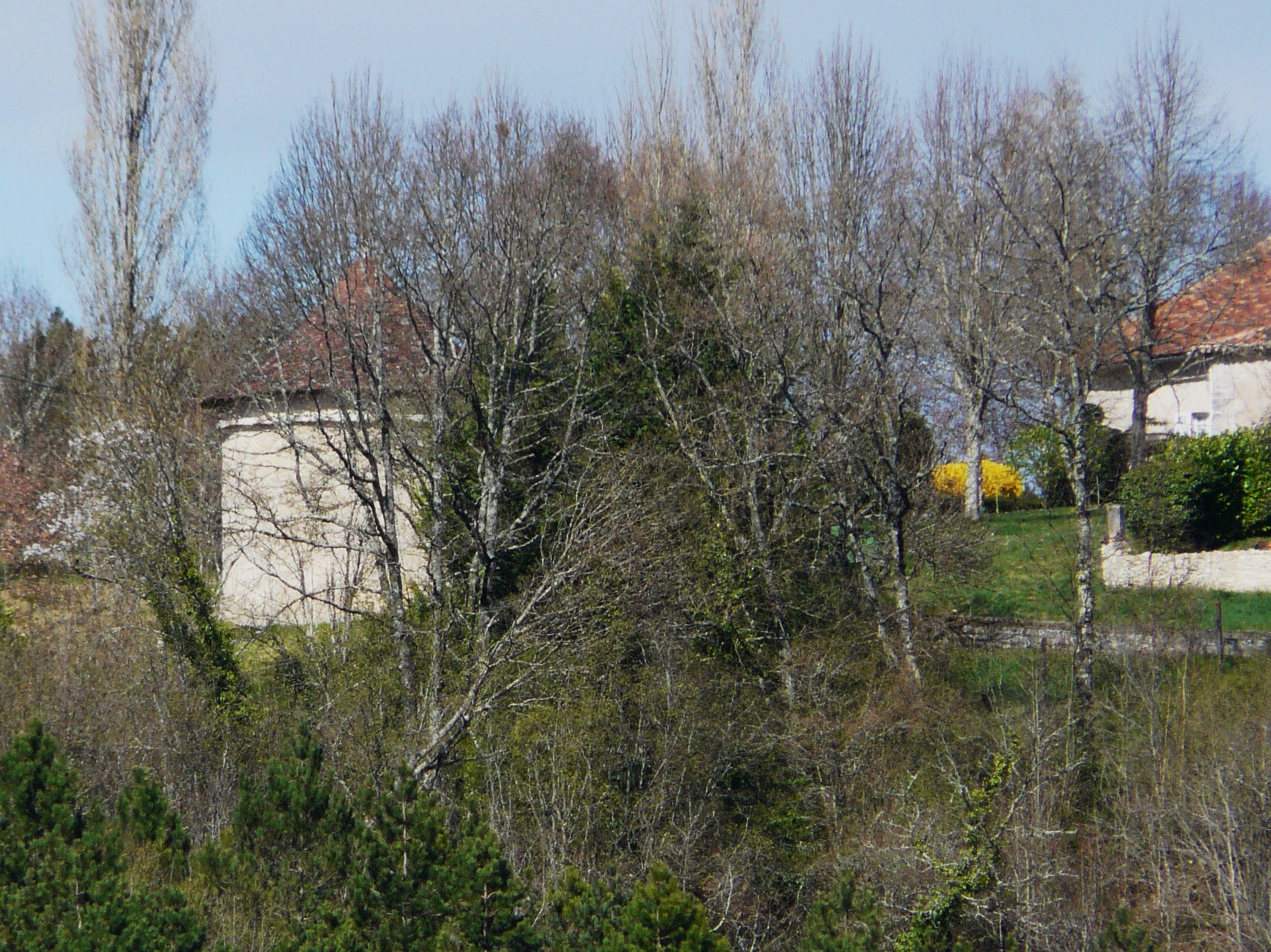
Taubenturm in Saint-Astier

Der Taubenturm (französisch colombier oder pigeonnier) des Château du Puy-Saint-Astier in Saint-Astier, einer französischen Gemeinde im Département Dordogne in der Region Nouvelle-Aquitaine, wurde vermutlich im 18. Jahrhundert errichtet. Der Taubenturm steht seit 1988 als Teil des Schlosses als Monument historique auf der Liste der Baudenkmäler in Frankreich.